# Willi Tietze
Wilhelm 'Willi' Tietze  (* 25. März 1910; † 21. Februar 1944 im Zuchthaus Brandenburg) war ein deutscher Schildermaler und Widerstandskämpfer gegen den Nationalsozialismus. Er wurde 1944 ein Opfer der NS-Kriegsjustiz.
Bis 1933 gehörte Tietze der KPD an. Tietze wurde 1940 zwangsweise zum Militärdienst rekrutiert. Aufgrund seiner politischen Überzeugung desertierte er. 1942 wurde er verhaftet, vom Reichskriegsgericht zum Tode verurteilt und schließlich im Zuchthaus Brandenburg hingerichtet.

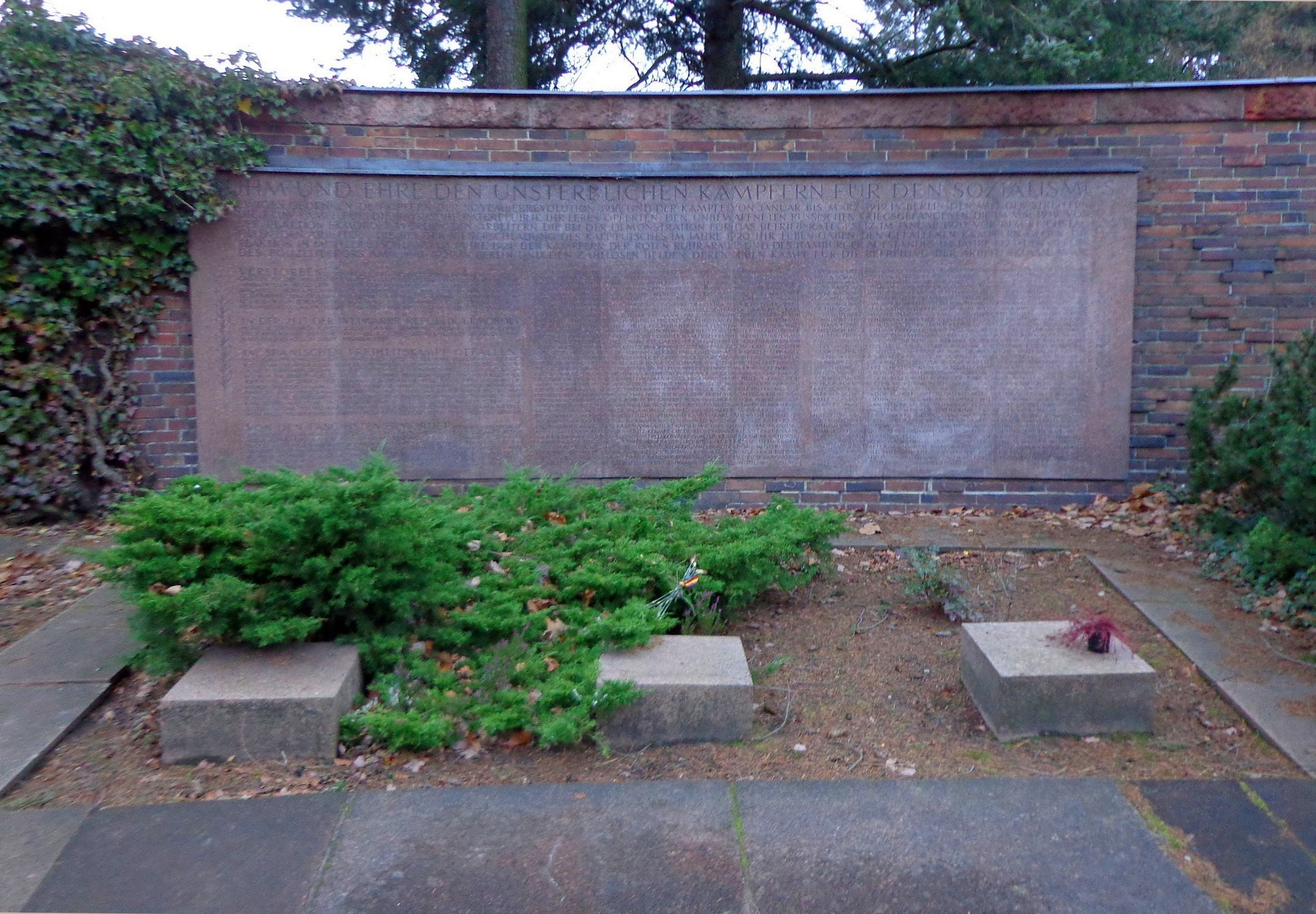
Gedenkstätte der Sozialisten, Porphyr-Gedenktafel an der Ringmauer mit Urnensammelgrab

Nach der Hinrichtung wurde sein Leichnam im Krematorium Brandenburg verbrannt. Im Jahr 1946 wurden zahlreiche Urnen mit der Asche von in der Zeit des Nationalsozialismus hingerichteten Widerstandskämpfern aus den damaligen Berliner Bezirken Lichtenberg, Kreuzberg und Prenzlauer Berg auf den Zentralfriedhof Friedrichsfelde überführt, von denen besonders viele im Zuchthaus Brandenburg-Görden enthauptet worden waren. Ihre sterblichen Überreste fanden schließlich in der 1951 eingeweihten Gedenkstätte der Sozialisten  (Urnensammelgrab bei der großen Porphyr-Gedenktafel auf der rechten Seite der Ringmauer) ihren endgültigen Platz. Neben Willi Tietze erhielten auf diese Weise auch viele andere Widerstandskämpfer  eine würdige Grabstätte und einen Gedenkort.
Seit 1952 erinnert eine Gedenktafel aus Aluminium an dem Haus Lehnestraße 20 in Berlin-Kaulsdorf an Tietze.